# Susantha de Fonseka
Pour les articles homonymes, voir Fonseka.
Sir Susantha de Fonseka (25 avril 1900 - 1er janvier 1963) est un homme d'État et diplomate du Dominion de Ceylan. Il est vice-président du Conseil d'État de Ceylan et, suivant l'indépendance du pays des Britanniques en 1948, devient le premier ambassadeur ceylanais en Birmanie et premier ambassadeur au Japon. De Fonseka prend une part active dans le combat de son pays pour l'obtention du suffrage universel et de l'autodétermination.

## Biographie

### Premières années
Né Kalutaravedage Deepal Susantha de Fonseka, son père est le Dr C. P. De Fonseka et sa mère est  Muthutantrige Leonora Fernando Sri Chandrasekara, fille de Muthuthanthrige Simon Fernando Sri Chandrasekera (1829-1908) de Sirinivasa (en). Il est élevé par son oncle maternel, W. A. de Silva (en) qui est membre du Conseil législatif de Ceylan et ministre de la Santé de 1936 à 1942 dans le Conseil d'État de Ceylan.
De Fonseka étudie au St. John's College (en) de Panadura, au Royal College (en) de Colombo, ainsi qu'au Downing College de l'université de Cambridge où il complète un Master of Arts. Après avoir quitté Cambridge, il entre au Inns of Court et se qualifie en tant que barrister. Suivant son retour au Ceylan britannique, il devient principal du Sri Sumangala College (en) de Panadura et éditeur du journal The Morning Leader (en).

### Carrière politique
Élu au Conseil d'État en tant que représentant de Panadura en juin 1931, il est réélu en 1936. Durant la seconde session du Conseil d'État, De Fonseka remporte le poste de vice-président contre le major E. A. Nugawela (en), sous la présidence de Waithilingam Duraiswamy (en). 
Avec la création de la Ceylon Naval Volunteer Force le 1er janvier 1938, de Fonseka se porte volontaire et est commissionné en tant que sous-lieutenant aux côtés de Noel Gratiaen (en) le 4 mars 1938. Devenant le premier ceylanais nommé officier naval, il est mobilisé lors du déclenchement de la Seconde Guerre mondiale en septembre 1939 et rattaché au quartier-général naval de Kochchikade. En sa qualité de membre et vice-président du Conseil d'État, le lieutenant de Fonseka est autorisé a assisté aux séances, ce qu'il fait en uniforme. Il se montre tout de même critique de l'action britannique qui achetait le caoutchouc ceylanais à des prix inférieurs au marché lors d'un discours en uniforme. Informé du discours, le Commander-in-Chief (en) et amiral Geoffrey Layton (en) y voit un acte de déloyauté d'un officier et de Fonseka est décommissionné. De Fonseka se défend alors sous prétexte d'une violation de ses privilèges parlementaires, mais la décision reste maintenue,,,.
S'impliquant grandement dans le mouvement indépendantiste afin d'obtenir le suffrage universel et l'autodétermination, il participa à la Commission Donoughmore et plus tard lors à la Commission Soulbury (en). En tant que membre du Conseil d'État, de Fonseka dépose une motion en novembre 1944 dans laquelle était déclaré que les ministres devaient « être chargé de présenter immédiatement un projet de loi conférant à ce pays une constitution du type de dominion reconnu pour le Lanka libre »,. Alors qu'il se représente avec le Parti national uni, il perd son siège face à Henry Peiris (en) du Lanka Sama Samaja Party.

### Carrière diplomatique
En 1949, de Fonseka est nommé premier haut-commissaire du Dominion de Ceylan en Birmanie. Figure populaire à Rangoun, il réalisait régulièrement des discours en birman. Développant plusieurs relations avec des figures politiques birmanes, il est associé au premier ministre U Nu lors de la redition suivant le conflit (en) avec les Karens. Par la suite en 1952, D. S. Senananyake l'envoie en mission diplomatique à Pékin qui permet la création d'un accord commercial (en) nommé Rubber-Ribe Pact. Il est fait chevalier commandeur, plus haute distinction de l'ordre de l'Empire britannique, en avril 1954.
En 1956, il est nommé premier ambassadeur de Ceylan au Japon. Sur place, il travaille avec le professeur G. P. Malalasekera à l'organisation d'une conférence de la World Fellowship' of Buddhists. Il contribue à l'expansion du courant Theravāda avec la construction d'une dagoba au Japon,.

## Famille
De Fonseka est le cousin du juge Eugene Reginald de Fonseka (en), ainsi que l'oncle et le parrain de l'acteur Tissa Abeysekara (en). Son beau-frère est le diplomate B. F. Perera (en).

## Hommage
Le Father of the Free Lanka Bill rend hommage à de Fonseka en tant que pionnier diplomate et promoteur des réformes constitutionnelles menant à l'indépendance. Le prix Sir Susantha De Fonseka memorial Prize for Arts est décerné annuellement par le Royal College de Colombo.